# Laprade (Aude)
Pour les articles homonymes, voir Laprade.
Laprade  est une commune française située dans le Nord-Ouest du département de l'Aude en région Occitanie.
Sur le plan historique et culturel, la commune fait partie de la Montagne Noire, un massif montagneux constituant le rebord méridional du Massif central. Exposée à un climat de montagne, elle est drainée par la Dure, la Rougeanne et par un autre cours d'eau. La commune possède un patrimoine naturel remarquable composé de trois zones naturelles d'intérêt écologique, faunistique et floristique.

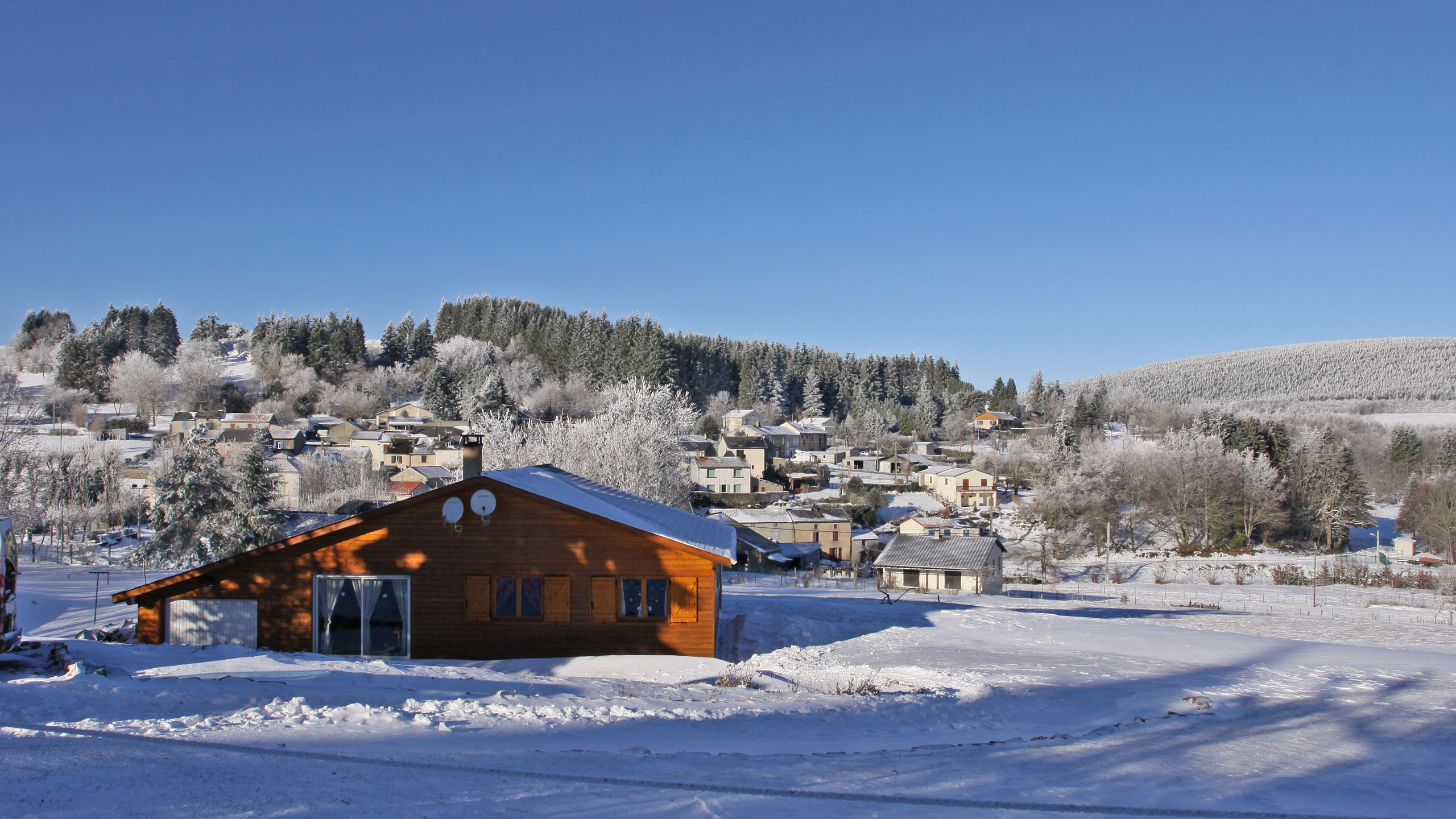

Laprade est une commune rurale qui compte 116 habitants en 2022, après avoir connu un pic de population de 941 habitants en 1806. Ses habitants sont appelés les Pradies.

## Géographie
La commune est située dans la Montagne Noire en Cabardès entre la Rougeanne et la Dure et sur la route reliant la commune de Labruguière à la commune des Martys.
Elle est limitrophe du département du Tarn.

### Communes limitrophes
Les communes limitrophes sont  Arfons, Cuxac-Cabardès, Escoussens, Labruguière et Lacombe.
| Escoussens (Tarn) | Labruguière (Tarn) |                |
| Arfons (Tarn)     | Laprade            | Cuxac-Cabardès |
|                   | Lacombe            |                |

### Hydrographie
La commune est dans la région hydrographique « Côtiers méditerranéens », au sein du bassin hydrographique Rhône-Méditerranée-Corse. Elle est drainée par la Dure, la Rougeanne et le ruisseau de Peyrouse, qui constituent un réseau hydrographique de 2 km de longueur totale,.
La Dure, d'une longueur totale de 26,9 km, prend sa source dans la commune et s'écoule vers le sud. Elle traverse la commune et se jette dans la Rougeanne à Montolieu, après avoir traversé 8 communes.
La Rougeanne, d'une longueur totale de 33,5 km, prend sa source dans la commune d'Escoussens et s'écoule vers le sud. Elle traverse la commune et se jette dans le Fresquel à Pezens, après avoir traversé 10 communes.

### Climat
Pour des articles plus généraux, voir Climat de l'Occitanie et Climat de l'Aude.
En 2010, le climat de la commune est de type climat de montagne, selon une étude s'appuyant sur une série de données couvrant la période 1971-2000. En 2020, Météo-France publie une typologie des climats de la France métropolitaine dans laquelle la commune est exposée à un climat océanique altéré et est dans la région climatique Aquitaine, Gascogne, caractérisée par une pluviométrie abondante au printemps, modérée en automne, un faible ensoleillement au printemps, un été chaud (19,5 °C), des vents faibles, des brouillards fréquents en automne et en hiver et des orages fréquents en été (15 à 20 jours).
Pour la période 1971-2000, la température annuelle moyenne est de 9,4 °C, avec  une amplitude thermique annuelle de 14,7 °C. Le cumul annuel moyen de précipitations est de 1 651 mm, avec 14,3 jours de précipitations en janvier et 7,5 jours en juillet. Pour la période 1991-2020 la température moyenne annuelle observée sur la station météorologique la plus proche, située sur la commune des Martys à 5 km à vol d'oiseau, est de 10,2 °C et le cumul annuel moyen de précipitations est de 1 365,7 mm,. Pour l'avenir, les paramètres climatiques de la commune estimés pour 2050 selon différents scénarios d’émission de gaz à effet de serre sont consultables sur un site dédié publié par Météo-France en novembre 2022.

### Milieux naturels et biodiversité
L’inventaire des zones naturelles d'intérêt écologique, faunistique et floristique (ZNIEFF) a pour objectif de réaliser une couverture des zones les plus intéressantes sur le plan écologique, essentiellement dans la perspective d’améliorer la connaissance du patrimoine naturel national et de fournir aux différents décideurs un outil d’aide à la prise en compte de l’environnement dans l’aménagement du territoire. Une ZNIEFF de type 1 est recensée sur la commune : les « forêts d'Hautaniboul, de Cayroulet et du Pas du Sant » (3 742 ha), couvrant 7 communes dont 1 dans l'Aude et 6 dans le Tarn et deux ZNIEFF de type 2, : 
- la « montagne Noire occidentale » (24 257 ha), couvrant 26 communes dont 25 dans l'Aude et 1 dans le Tarn[15] ;
- la « montagne Noire (versant Nord) » (31 971 ha), couvrant 37 communes dont 14 dans l'Aude, 2 dans la Haute-Garonne, 3 dans l'Hérault et 18 dans le Tarn[16].

Carte des ZNIEFF de type 1 et 2 à Laprade.
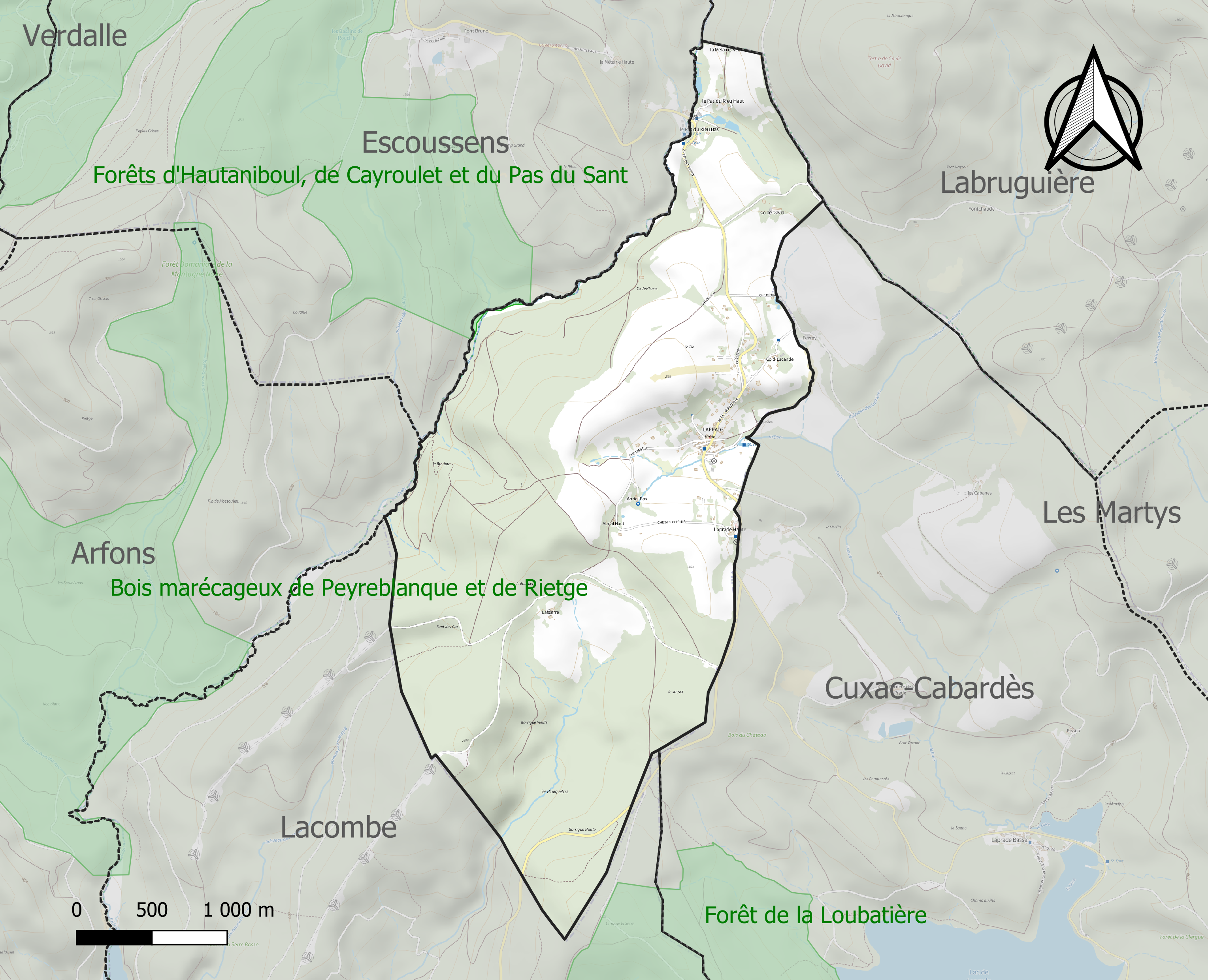
Carte de la ZNIEFF de type 1 sur la commune.
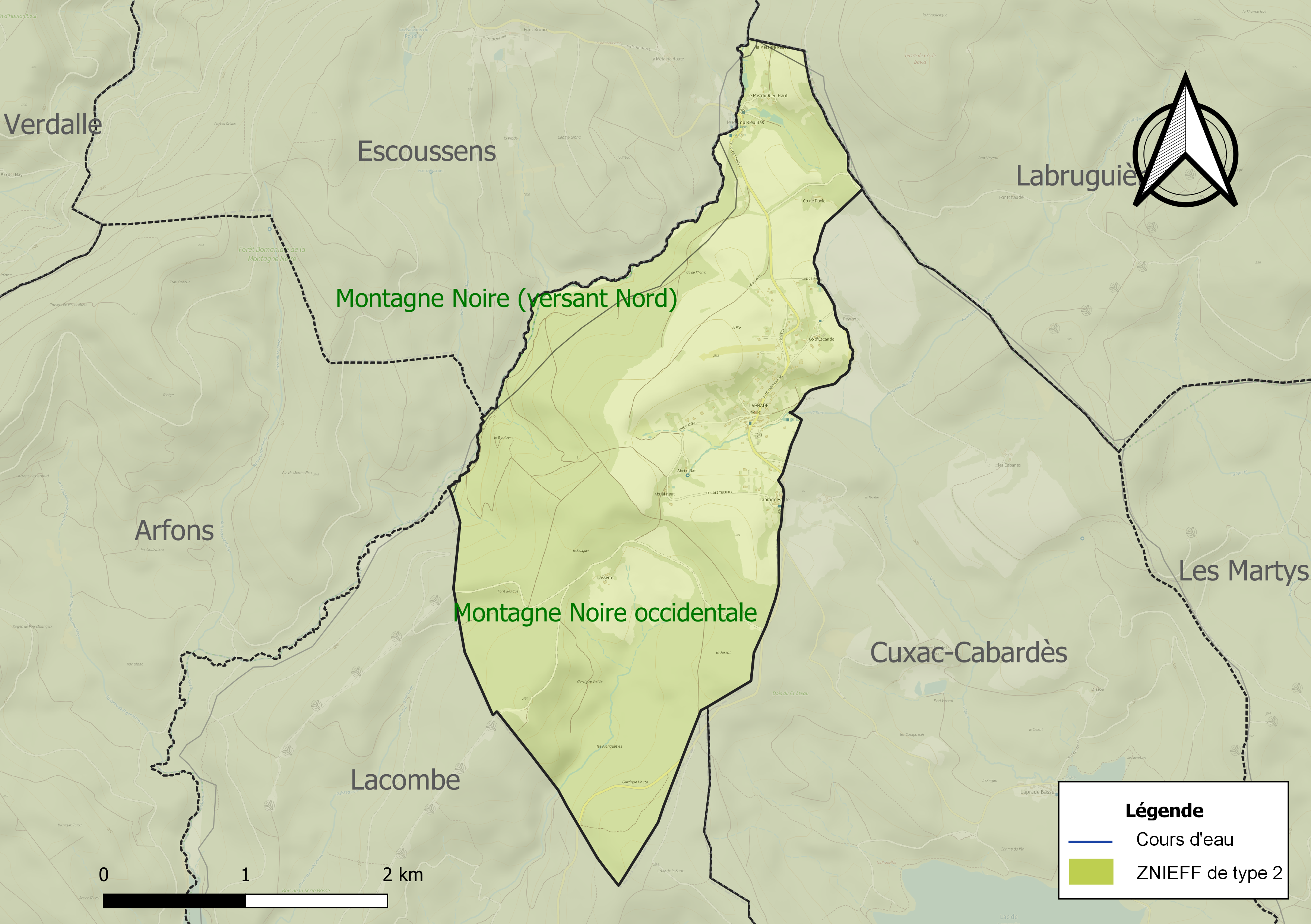
Carte des ZNIEFF de type 2 sur la commune.

## Urbanisme

### Typologie
Au 1er janvier 2024, Laprade est catégorisée commune rurale à habitat très dispersé, selon la nouvelle grille communale de densité à 7 niveaux définie par l'Insee en 2022.
Elle est située hors unité urbaine et hors attraction des villes,.

### Occupation des sols
L'occupation des sols de la commune, telle qu'elle ressort de la base de données européenne d’occupation biophysique des sols Corine Land Cover (CLC), est marquée par l'importance des forêts et milieux semi-naturels (58,1 % en 2018), une proportion identique à celle de 1990 (58,1 %). La répartition détaillée en 2018 est la suivante : forêts (58,1 %), prairies (41,9 %). L'évolution de l’occupation des sols de la commune et de ses infrastructures peut être observée sur les différentes représentations cartographiques du territoire : la carte de Cassini (XVIIIe siècle), la carte d'état-major (1820-1866) et les cartes ou photos aériennes de l'IGN pour la période actuelle (1950 à aujourd'hui).

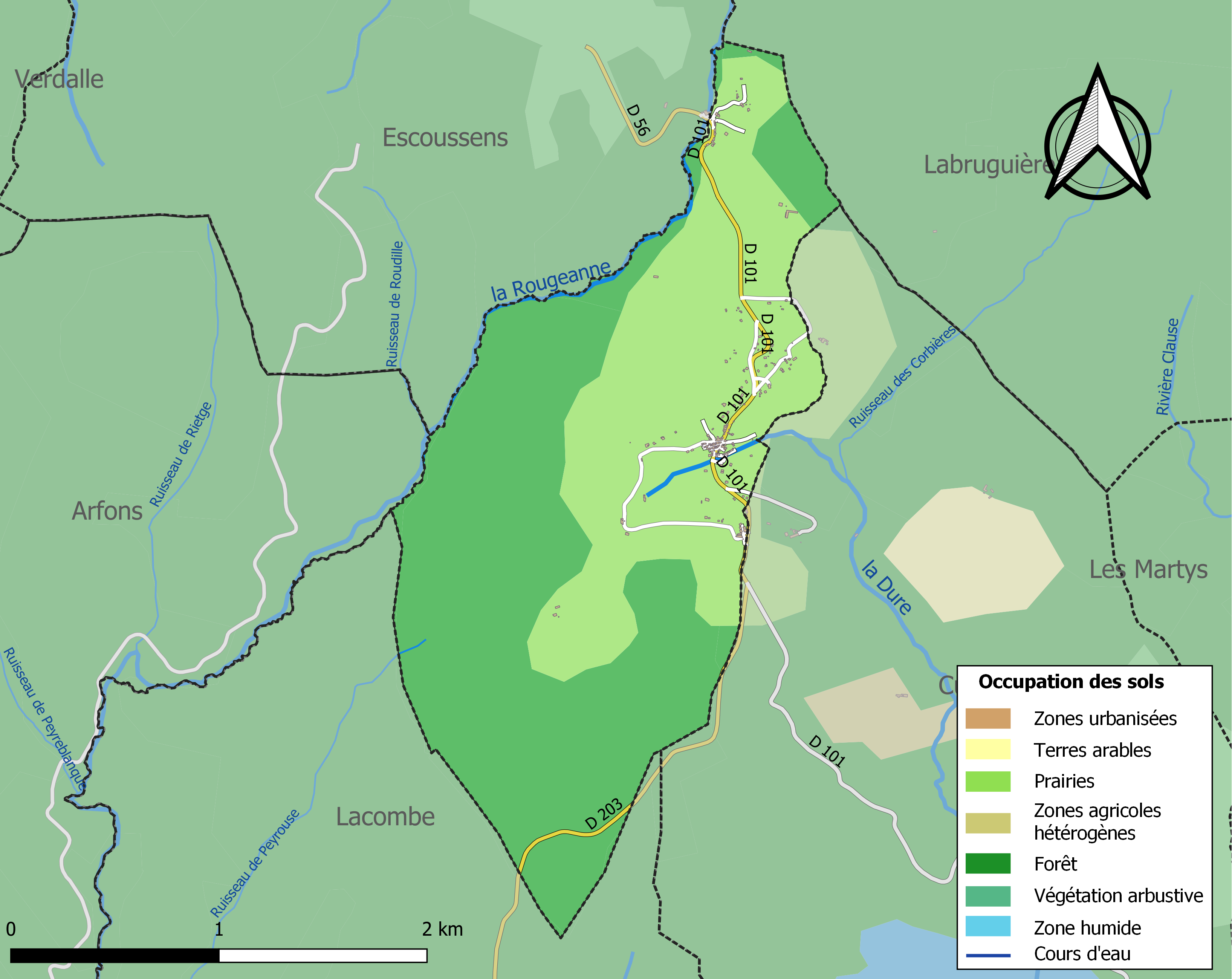
Carte des infrastructures et de l'occupation des sols de la commune en 2018 (CLC).

### Risques majeurs
Le territoire de la commune de Laprade est vulnérable à différents aléas naturels : météorologiques (tempête, orage, neige, grand froid, canicule ou sécheresse), feux de forêts et séisme (sismicité très faible). Il est également exposé à un risque particulier : le risque de radon. Un site publié par le BRGM permet d'évaluer simplement et rapidement les risques d'un bien localisé soit par son adresse soit par le numéro de sa parcelle.

#### Risques naturels

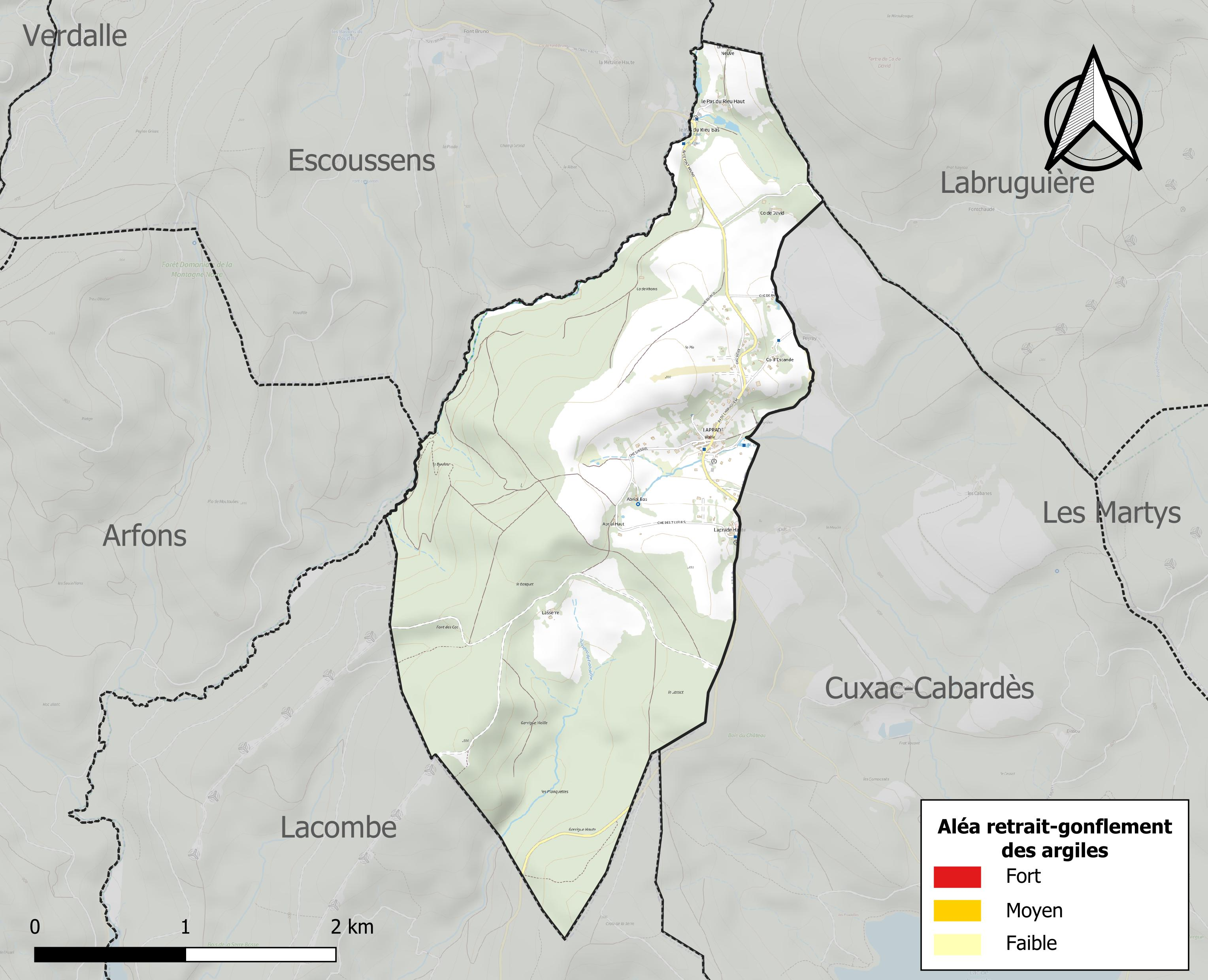
Carte des zones d'aléa retrait-gonflement des sols argileux de Laprade.

Le retrait-gonflement des sols argileux est susceptible d'engendrer des dommages importants aux bâtiments en cas d’alternance de périodes de sécheresse et de pluie. 0 % de la superficie communale est en aléa moyen ou fort (75,2 % au niveau départemental et 48,5 % au niveau national). Sur les 128 bâtiments dénombrés sur la commune en 2019, 0 sont en aléa moyen ou fort, soit 0 %, à comparer aux 94 % au niveau départemental et 54 % au niveau national. Une cartographie de l'exposition du territoire national au retrait gonflement des sols argileux est disponible sur le site du BRGM,.

#### Risque particulier
Dans plusieurs parties du territoire national, le radon, accumulé dans certains logements ou autres locaux, peut constituer une source significative d’exposition de la population aux rayonnements ionisants. Certaines communes du département sont concernées par le risque radon à un niveau plus ou moins élevé. Selon la classification de 2018, la commune de Laprade est classée en zone 3, à savoir zone à potentiel radon significatif.

## Politique et administration

### Liste des maires
| Période                                  | Période       | Identité             | Étiquette | Qualité |
| ---------------------------------------- | ------------- | -------------------- | --------- | ------- |
| avant 1988                               | mars 2008     | Gérard Albert        | PS        |         |
| mars 2008                                | décembre 2018 | Jean-Michel Courreau |           |         |
| février 2019                             | mars 2020     | Michelle Albert      |           |         |
| mars 2020                                | en cours      | David Albert         |           |         |
| Les données manquantes sont à compléter. |               |                      |           |         |

## Démographie
L'évolution du nombre d'habitants est connue à travers les recensements de la population effectués dans la commune depuis 1793. Pour les communes de moins de 10 000 habitants, une enquête de recensement portant sur toute la population est réalisée tous les cinq ans, les populations de référence des années intermédiaires étant quant à elles estimées par interpolation ou extrapolation. Pour la commune, le premier recensement exhaustif entrant dans le cadre du nouveau dispositif a été réalisé en 2008.

En 2022, la commune comptait 116 habitants, en évolution de +33,33 % par rapport à 2016 (Aude : +2,65 %, France hors Mayotte : +2,11 %).
| 1793 | 1800 | 1806 | 1821 | 1831 | 1836 | 1841 | 1846 | 1851 |
| ---- | ---- | ---- | ---- | ---- | ---- | ---- | ---- | ---- |
| 851  | 868  | 941  | 410  | 486  | 482  | 477  | 458  | 471  |

| 1856 | 1861 | 1866 | 1872 | 1876 | 1881 | 1886 | 1891 | 1896 |
| ---- | ---- | ---- | ---- | ---- | ---- | ---- | ---- | ---- |
| 439  | 449  | 496  | 395  | 351  | 322  | 321  | 321  | 345  |

| 1901 | 1906 | 1911 | 1921 | 1926 | 1931 | 1936 | 1946 | 1954 |
| ---- | ---- | ---- | ---- | ---- | ---- | ---- | ---- | ---- |
| 290  | 291  | 293  | 229  | 188  | 182  | 176  | 155  | 155  |

| 1962 | 1968 | 1975 | 1982 | 1990 | 1999 | 2006 | 2008 | 2013 |
| ---- | ---- | ---- | ---- | ---- | ---- | ---- | ---- | ---- |
| 136  | 116  | 104  | 78   | 75   | 80   | 89   | 91   | 77   |

| 2018 | 2022 | - | - | - | - | - | - | - |
| ---- | ---- | - | - | - | - | - | - | - |
| 104  | 116  | - | - | - | - | - | - | - |

|}

## Économie

### Emploi
| Division       | 2008   | 2013   | 2018   |
| -------------- | ------ | ------ | ------ |
| Commune        | 3,6 %  | 15,4 % | 16,2 % |
| Département    | 10,2 % | 12,8 % | 12,6 % |
| France entière | 8,3 %  | 10 %   | 10 %   |

En 2018, la population âgée de 15 à 64 ans s'élève à 74 personnes, parmi lesquelles on compte 59,5 % d'actifs (43,2 % ayant un emploi et 16,2 % de chômeurs) et 40,5 % d'inactifs,. En  2018, le taux de chômage communal (au sens du recensement) des 15-64 ans est supérieur à celui du département et de la France, alors qu'en 2008 la situation était inverse.
La commune est hors attraction des villes,. Elle compte 7 emplois en 2018, contre 12 en 2013 et 10 en 2008. Le nombre d'actifs ayant un emploi résidant dans la commune est de 32, soit un indicateur de concentration d'emploi de 22 % et un taux d'activité parmi les 15 ans ou plus de 51,2 %.
Sur ces 32 actifs de 15 ans ou plus ayant un emploi, 5 travaillent dans la commune, soit 16 % des habitants. Pour se rendre au travail, 87,5 % des habitants utilisent un véhicule personnel ou de fonction à quatre roues, 3,1 % s'y rendent en deux-roues, à vélo ou à pied et 9,4 % n'ont pas besoin de transport (travail au domicile).

### Activités hors agriculture
Trois établissements sont implantés  à Laprade au 31 décembre 2019. Le secteur des activités spécialisées, scientifiques et techniques et des activités de services administratifs et de soutien est prépondérant sur la commune puisqu'il représente 33,3 % du nombre total d'établissements de la commune (1 sur les 3 entreprises implantées à Laprade), contre 13,3 % au niveau départemental. Aucune exploitation agricole ayant son siège dans la commune n'est recensée lors du recensement agricole de 2020 (aucune  en 1988),.

## Culture locale et patrimoine

### Lieux et monuments
La commune présente de nombreux lavoirs anciens.
- Église Saint-Louis de Laprade.

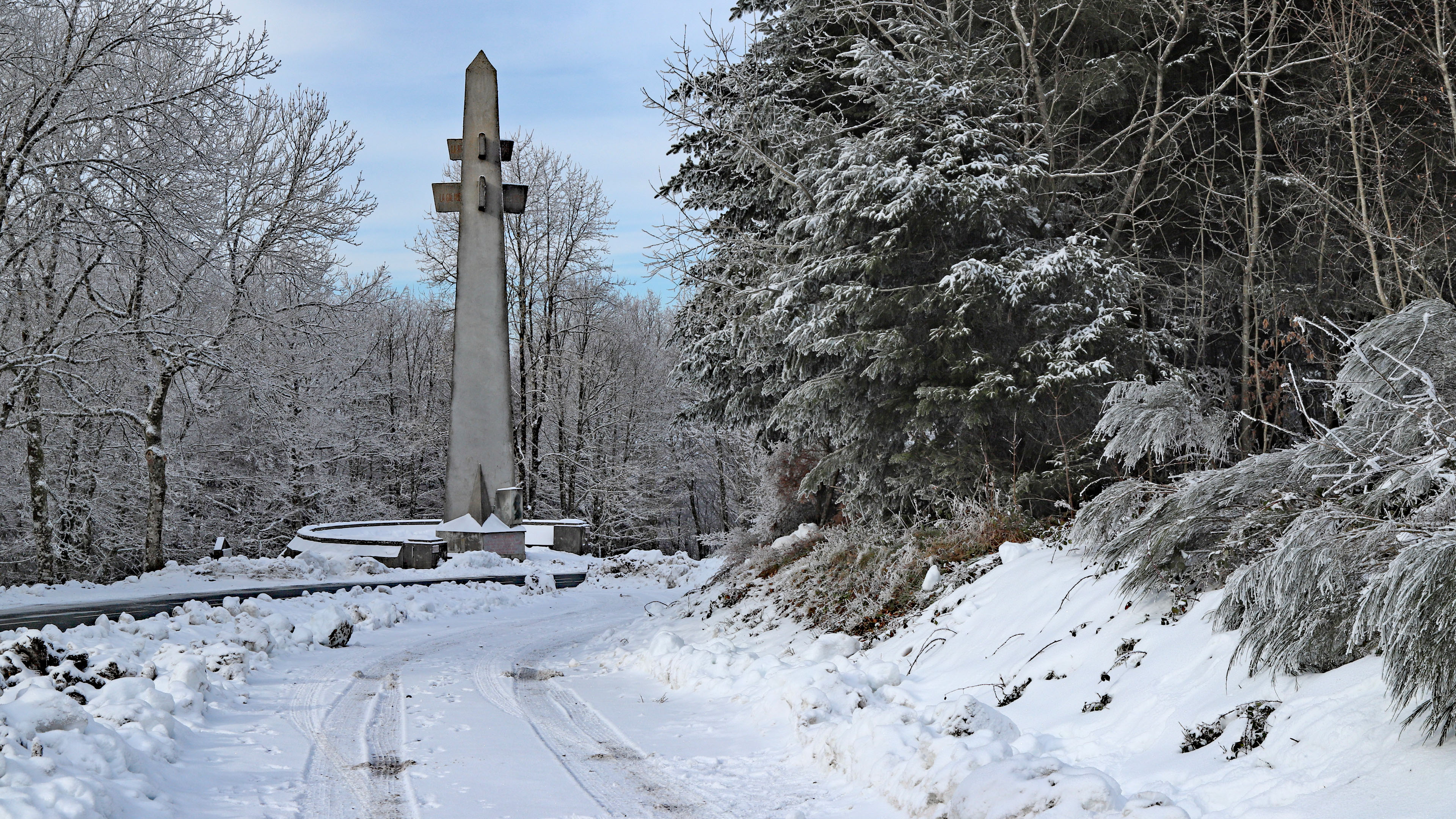
Monument ossuaire du Corps Franc de la Montagne Noire.

- Le monument de Font Bruno en mémoire des victimes du Corps-franc de la Montagne Noire tuées le 20 juillet 1944, (situé sur la commune des Escoussens) se trouve à 3 km de Laprade sur la RD 56.

### Personnalités liées à la commune
- Adrienne Albert (1923-2022), résistante, ancienne secrétaire de mairie[30].
- Plusieurs résistants du Corps-franc de la Montagne Noire sont enterrés au cimetière. Parmi eux :
  - Henri Sevenet (1914-1944), fondateur du Corps-franc avec Roger Mompezat.
  - Bernard Jouan de Kervenoaël (1912-1970), officier de cavalerie et chef militaire du Corps-franc.
  - L'abbé Henri de Villeneuve (1904-1991), prêtre et aumônier de la Résistance.

### Héraldique
| Blason de Laprade | Blason  | D’argent à la fontaine d’azur posée sur une champagne de sinople, chapé de sable aux deux fleurs de lys d’argent. |
| Blason de Laprade | Détails | Le statut officiel du blason reste à déterminer.                                                                  |

## Dates historiques
- 1982 : création d'une retenue d'eau à Laprade-Basse (commune de Cuxac-Cabardès).

## Tourisme
- Dernier dimanche de juillet, à Laprade Basse, grande fête autour du barrage.